# (15024) 1998 TB
1998 تي بي (ويعرف أيضًا باسم (15024) 1998 تي بي وفق تسمية الكوكب الصغير) (بالإنجليزية: 1998 TB)‏ هو كويكب ضمن حزام الكويكبات؛ وترتيبه 15024 من حيث الاكتشاف.
اكتُشف هذا الجُرم الفلكي بواسطة تيتسوؤو كاغاوا في 2 أكتوبر 1998.

## وصلات خارجية
- (15024) 1998 TB في قاعدة بيانات مختبر الدفع النفاث لأجرام النظام الشمسي الصغيرة

- الاكتشاف · مخطط المدار ·  العناصر المدارية · المعلمات المادية

- (15024) 1998 TB على موقع ويكي سكاي: DSS2, SDSS, GALEX, IRAS, Hydrogen α, X-Ray, Astrophoto, Sky Map, Articles and images